# أندريه بوتا
أندريه بوتا (12 سبتمبر 1975 في جنوب أفريقيا - ) (بالإنجليزية: Andre Botha)‏ هو لاعب كريكت جنوب أفريقي. شارك مع منتخب أيرلندا للكريكت. أما مع النوادي، فقد لعب مع Northern Cape (cricket team) ‏.

## وصلات خارجية
- أندريه بوتا على موقع إي آس بي آن كريك إنفو (الإنجليزية)